# 165 Loreley
165 Loreley este un asteroid din centura principală, descoperit pe 9 august 1876, de Christian Peters.